# Pique-nique créole

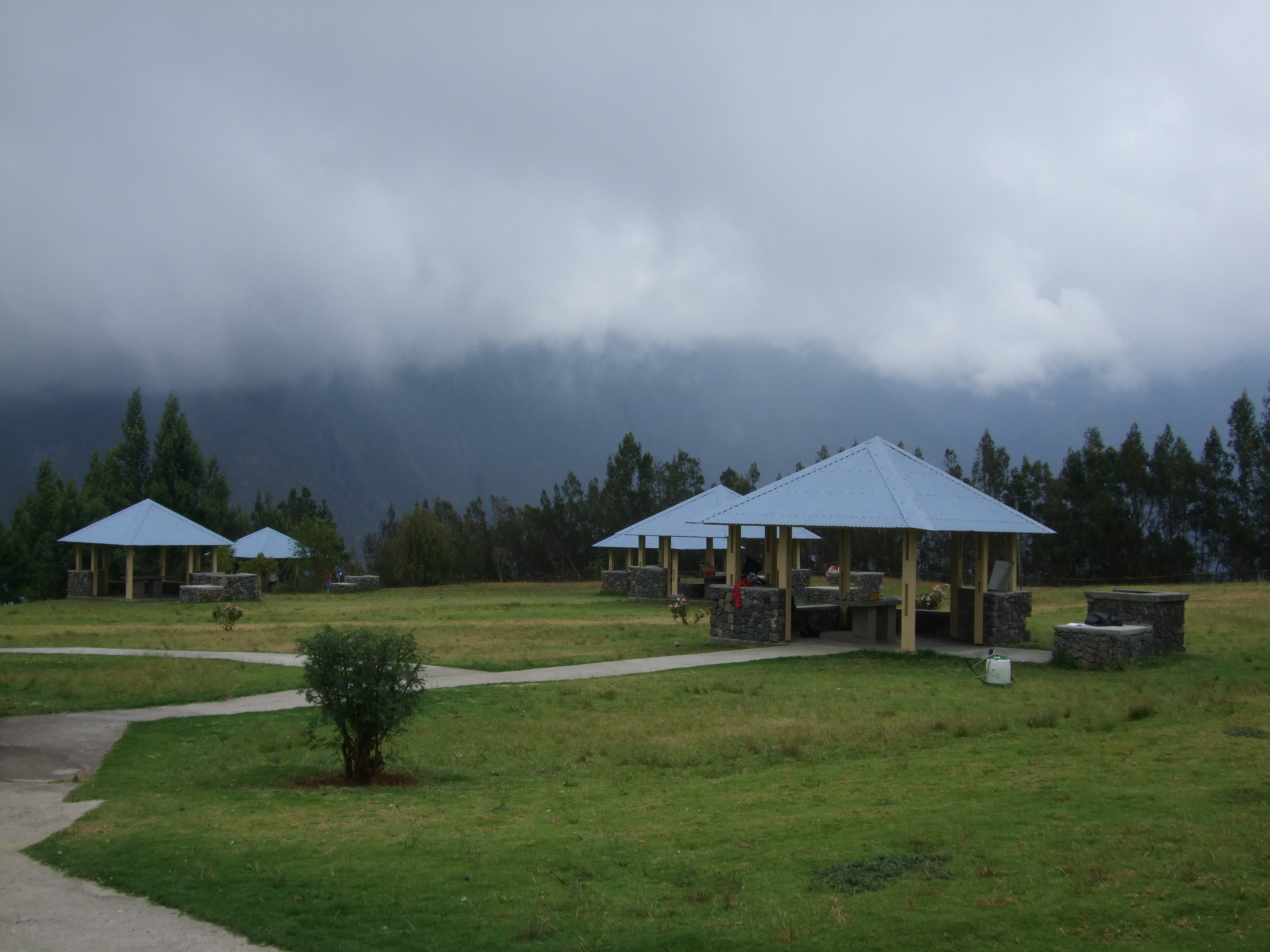
Abris de pique-nique dans les Hauts de La Réunion.

Le pique-nique créole, ou simplement pique-nique, est une forme de loisir particulièrement populaire sur l'île de La Réunion, un département d'outre-mer français dans le sud-ouest de l'océan Indien. Pratiqué sur une arrière-plage, le long d'une rivière ou dans les Hauts, cette forme de pique-nique réunit généralement une famille étendue autour de préparations de la cuisine réunionnaise traditionnelle. De nombreuses aires sont aménagées et abritent des kiosques utilisés comme abris de pique-nique.